# Зоряна вулиця (Новомиргород)
Ву́лиця Зо́ряна (колишня назва — Жданова) — вулиця в місті Новомиргород Кіровоградської області, пролягає через місцевості Софіївка та Шмидове. Друга за довжиною вулиця міста, протяжність — близько 5 км.
Частина вулиці є відрізком дороги, що сполучає віддалені села району (Петроострів, Миролюбівку тощо) з Новомиргородом.

## Розташування
Вулиця розташована в південно-західній частині міста. Починається від вулиці Іллінської поблизу Іллінської церкви, простягається на південний захід вздовж течії річки Велика Вись до міської межі, кілька разів повертаючи під кутом.
Прилеглі вулиці: Павла Афанасьєва, пров. Кирила Стеценка, пров. Зої Космодем'янської, пров. Валянський, Чайковського, Софіївська, Пролетарська, Матросова, Вищевигінна, Заводська, пров. Городній, Питомник, пров. Зоряний, Мічуріна.

## Історія
На західному кінці вулиці розміщувалось село Катеринівка, приєднане до Новомиргорода в 1959 році. В народі ця місцевість носить назву Шмидове.
Свою колишню назву — Жданова — вулиця отримала на честь радянського партійного діяча Жданова Андрія Олександровича.
Близько 1988-1989 року вулиця отримала сучасну назву у зв'язку з офіційним засудженням доктрини Жданова керівництвом КПРС.